# Lisette Pollet
Pour les articles homonymes, voir Pollet.
Lisette Pollet, née le 4 janvier 1968 à Romorantin-Lanthenay (Loir-et-Cher), est une femme politique française. Membre du Rassemblement national (RN), elle est députée de la Drôme depuis 2022.

## Biographie
Lisette Pollet naît à Romorantin, d'une famille d'origine portugaise. Elle s'installe dans la Drôme en 1991 et travaille comme femme de ménage pour diverses compagnies comme Elior puis Sodexo, avant de devenir chef d'équipe de ménage à l'école privée Saint-Victor à Valence. Lorsqu'elle travaille chez Elior, elle est durant un an déléguée du personnel CFDT.
Elle adhère au Front national en 2014, et depuis est régulièrement candidate à diverses élections. Lisette Pollet devient la déléguée départementale du parti en 2020 et est élue conseillère régionale en 2021 ; elle se consacre alors entièrement à la politique.
Candidate sous la bannière du Rassemblement national dans la deuxième circonscription de la Drôme aux élections législatives de 2022, elle est élue députée à l'Assemblée nationale face à Gilles Reynaud, candidat de La France insoumise (Nouvelle Union populaire écologique et sociale), après avoir recueilli 57,12 % des voix au second tour.
Candidate à sa réélection aux législatives de 2024, Lisette Pollet obtient 42,85 % des voix au premier tour. Elle devance le candidat de La France insoumise, Karim Chkeri, qui obtient 22,81 % des voix. Elle est réélue à l'issue du second tour.

## Prises de position
Elle revendique ne pas être vaccinée contre la Covid-19, prétendant qu'« il n'y a pas assez de recul avec l'ARN messager ».
En 2022, elle se dit sceptique sur l'inscription du droit à l'avortement dans la Constitution, estimant que « c’est un choix personnel et [que] la loi est bien faite en France ».
En 2022 également, elle déclare « j'aurais pu le dire aussi », après que Grégoire de Fournas, député RN, a été sanctionné de 15 jours d'exclusion de l'Assemblée nationale pour avoir tenu des propos jugés racistes dans l'hémicycle. Il a crié « qu'il(s) retourne(nt) en Afrique » alors que Carlos Martens Bilongo interpellait le gouvernement sur sa politique migratoire.

## Résultats électoraux

### Élections législatives de 2022
Elle obtient 26,64 % des voix au premier tour et 57,12 % au second, face à Gilles Reynaud (NUPES).